# Prövning

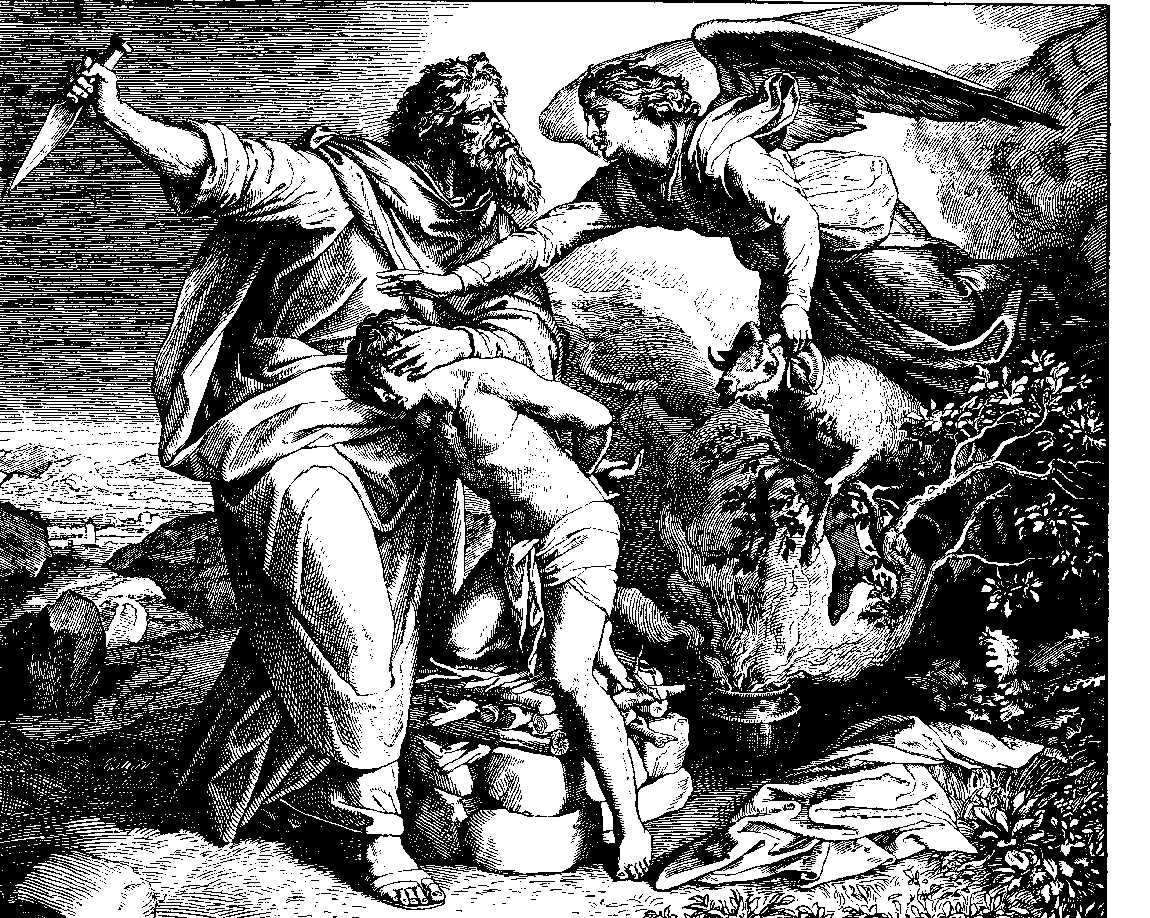
"Abraham offrar Isak". Träsnitt till Die Bibel in Bildern av Julius Schnorr von Carolsfeld, 1860.

Prövningar är enligt Bibeln något Gud utsätter människorna för. Enligt Första Moseboken satte han Abrahams tro på prov genom att beordra honom att offra sin son Isak på Moria berg. När Abraham sträckte ut handen och tog kniven för att slakta sin son ropade Herrens ängel till honom från himlen och sade: "Abraham! Abraham! Lyft inte din hand mot pojken, och gör honom inget ont. Nu vet jag att du fruktar Gud, nu när du inte har vägrat mig din ende son," (1 Mos. 22:10-12). Gud välsignade Abraham för hans lydnad (1 Mos. 22:18).
I Jobs bok tillåter Gud Anklagaren att pröva Jobs tro (Job 1:12). Trots svårigheter och stort lidande härdar Job ut i sin tro och blir till slut belönad och välsignad (Job 42:12).
Enligt de synoptiska evangelierna (Matteus 4:1-11, Markus 1:12-13 och Lukas 4:1-13) fördes Jesus av Anden efter sitt dop ut i öknen för att sättas på prov av djävulen. Djävulen frestade honom att visa sina övernaturliga krafter som bevis för sin gudomlighet. Varje frestelse avfärdades av Jesus med ett citat från Femte Mosebok. Evangelierna berättar att djävulen avvek efter att ha misslyckats och att änglar då kom fram och betjänade Jesus.
Författaren av Jakobsbrevet i Nya Testamentet skrev att man skall räkna det som den största glädje när man råkar ut för alla slags prövningar. "Ni vet ju att när er tro sätts på prov, så gör prövningen er uthålliga. Men låt er uthållighet visa sig i fullbordad gärning, så att ni är fullkomliga och hela, utan brist i något avseende," (Jakobsbrevet 1:2-4).
Ordet "prövning" kan också användas i andra sammanhang. Dess sekulära betydelse är ungefär psykisk påfrestning, vedermöda, lidande, motgång.